# Trevor David
Trevor David (Voorburg, 28 gennaio 1997) è un calciatore olandese, difensore svincolato.

## Caratteristiche tecniche
È un terzino destro.

## Carriera
Cresciuto nelle giovanili dell'ADO Den Haag, ha esordito in prima squadra il 14 gennaio 2017 in occasione del match perso 2-0 contro l'Heerenveen.

## Statistiche

### Presenze e reti nei club
Statistiche aggiornate al 6 gennaio 2017.
| Stagione        | Squadra         | Campionato      | Campionato | Campionato | Coppe nazionali | Coppe nazionali | Coppe nazionali | Coppe continentali | Coppe continentali | Coppe continentali | Altre coppe | Altre coppe | Altre coppe | Totale | Totale | Totale |
| Stagione        | Squadra         | Comp            | Pres       | Reti       | Comp            | Pres            | Reti            | Comp               | Pres               | Reti               | Comp        | Pres        | Reti        | Pres   | Reti   |        |
| --------------- | --------------- | --------------- | ---------- | ---------- | --------------- | --------------- | --------------- | ------------------ | ------------------ | ------------------ | ----------- | ----------- | ----------- | ------ | ------ | ------ |
| 2016-2017       | ADO Den Haag    | ED              | 3          | 0          | CO              | 0               | 0               |                    | -                  | -                  |             | -           | -           | 3      | 0      |        |
| 2017-2018       | ADO Den Haag    | ED              | 4          | 0          | CO              | 1               | 0               |                    | -                  | -                  |             | -           | -           | 5      | 0      |        |
| Totale carriera | Totale carriera | Totale carriera | 7          | 0          |                 | 1               | 0               |                    | -                  | -                  |             | -           | -           | 8      | 0      |        |